# (33241) 1998 HX5
1998 إتش أكس 5 (ويعرف أيضًا باسم (33241) 1998 إتش أكس 5 وفق تسمية الكوكب الصغير) (بالإنجليزية: 1998 HX5)‏ هو كويكب ضمن حزام الكويكبات؛ وترتيبه 33241 من حيث الاكتشاف.
اكتُشف هذا الجُرم الفلكي بواسطة OCA–DLR Asteroid Survey ‏ في 21 أبريل 1998.

## وصلات خارجية
- (33241) 1998 HX5 في قاعدة بيانات مختبر الدفع النفاث لأجرام النظام الشمسي الصغيرة

- الاكتشاف · مخطط المدار ·  العناصر المدارية · المعلمات المادية

- (33241) 1998 HX5 على موقع ويكي سكاي: DSS2, SDSS, GALEX, IRAS, Hydrogen α, X-Ray, Astrophoto, Sky Map, Articles and images